# Гуров, Александр Геннадиевич
Александр Геннадиевич Гуров (укр. Олександр Геннадійович Гуров; род. 1971) — советский и украинский спортсмен-боксёр; Мастер спорта СССР (1988), Мастер спорта международного класса (1993) и Заслуженный мастер спорта Украины (2001). В некоторых источниках его отчество указано как Алексеевич.

## Биография
Родился 7 апреля 1971 года в Жданове (ныне Мариуполь) Донецкой области Украинской ССР.
В 1990 году окончил Мариупольский индустриальный техникум. Боксом занимался с 1982 года. Тренировался у Михаила Завьялова и Сергея Бахмутова.
Был победителем Кубка СССР (1990), чемпионом Украины (1992, 1993) и различных международных турниров. На профессиональном ринге дебютировал в 1993 году. Стал чемпионом Европы (1995, Париж; 2001, Германия; 2004, Италия) среди профессионалов. Интерконтинентальный чемпион WBA и IBF; чемпиона мира по версии IBC в первом тяжёлом весе.
На профессиональном ринге провёл 49 боёв, одержал 42 победы (36 — нокаутом), 6 поражений и один бой завершил вничью.
После окончания спортивной карьеры продолжил работу тренером в мариупольской школе бокса «Лидер».